# 胡帕 (加利福尼亞州)
胡帕（英語：Hoopa）是位於美國加利福尼亞州洪堡縣的一個人口普查指定地區。

## 地理
胡帕的座標為40°03′01″N 123°40′27″W / 40.05028°N 123.67417°W，而該地最高點為海拔高度100米（即328英尺）。

## 人口
根據2010年美國人口普查的數據，胡帕的面積為139.08平方千米，當中陸地面積為139.08平方千米，而水域面積為0.00平方千米。當地共有人口3434人，而人口密度為每平方千米24人。